# Том Девіс (футболіст, 1998)
Томас «Том» Девіс (англ. Thomas "Tom" Davies, нар. 30 червня 1998, Ліверпуль, Англія) — англійський футболіст, півзахисник клубу «Евертон».
Виступав, зокрема, за клуб «Евертон», а також юнацьку збірну Англії.

## Клубна кар'єра
Вихованець футбольної школи клубу «Евертон». Дорослу футбольну кар'єру розпочав 2016 року в основній команді того ж клубу, кольори якої захищає й донині.

## Виступи за збірні
2013 року дебютував у складі юнацької збірної Англії, взяв участь у 39 іграх на юнацькому рівні, відзначившись 2 забитими голами.

## Статистика виступів

### Статистика клубних виступів
| Сезон             | Команда           | Чемпіонат         | Чемпіонат | Чемпіонат | Національний кубок | Національний кубок | Національний кубок | Континентальні кубки | Континентальні кубки | Континентальні кубки | Інші змагання | Інші змагання | Інші змагання | Усього | Усього |
| Сезон             | Команда           | Ліга              | Ігор      | Голів     | Ліга               | Ігор               | Голів              | Ліга                 | Ігор                 | Голів                | Ліга          | Ігор          | Голів         | Ігор   | Голів  |
| ----------------- | ----------------- | ----------------- | --------- | --------- | ------------------ | ------------------ | ------------------ | -------------------- | -------------------- | -------------------- | ------------- | ------------- | ------------- | ------ | ------ |
| 2015–16           | «Евертон»         | ПЛ                | 2         | 0         | КА+КЛ              | 0+0                | 0                  | -                    | -                    | -                    | -             | -             | -             | 2      | 0      |
| 2016–17           | «Евертон»         | ПЛ                | 19        | 2         | КА+КЛ              | 1+0                | 0                  | -                    | -                    | -                    | -             | -             | -             | 20     | 2      |
| Усього за кар'єру | Усього за кар'єру | Усього за кар'єру | 21        | 2         |                    | 1                  | 0                  |                      | -                    | -                    |               | -             | -             | 22     | 2      |